# Vicenta Jiménez García
Vicenta Jimenez García (Alcoy, 13 de marzo de 1965) es una profesora y política valenciana, senadora por la provincia de Alicante en la XII legislatura.

## Biografía
Se licenció en filología hispánica en la Universidad de Alicante y trabaja como profesora de enseñanza secundaria en Villena. Es miembro del círculo alcoyano de Podemos. En las elecciones generales de 2016 fue elegida senadora por la provincia de Alicante dentro de la coalición A la valenciana. Es la primera senadora alcoyana desde el restablecimiento de la democracia en 1977.